# Rain Sessions
Rain war ein Versuch der Plattenfirma Geffen Records, eine Supergroup mit ehemaligen Mitgliedern von Asia und GTR auf die Beine zu stellen. Beteiligt waren die Musiker Geoffrey Downes, Michael Sturgis, Scott Gorham (zuvor bei Asia), Phil Spalding, Max Bacon (zuvor bei GTR) und John Payne (später bei Asia) sowie der Songwriter Johnny Warman. Rain-Stücke sind später auf Alben von Asia, Geoffrey Downes und Max Bacon erschienen.

## Vorgeschichte
1986 und 1987 produzierte der ehemalige Asia-Keyboarder Geoffrey Downes zwei Alben für die Band GTR, deren zweites bis heute unveröffentlicht geblieben ist. Nach dem Ende von GTR arbeitete der ehemalige Sänger und Bassist Asias, John Wetton, mit dem GTR-Sänger Max Bacon an Tom und Mel Galleys Phenomena-Projekt zusammen. Dort lernte Wetton den Schlagzeuger Michael Sturgis und den Gitarristen Scott Gorham (ex-Thin Lizzy) kennen.
Wetton und Downes waren als kreative Köpfe der Art-Rock-Band Asia eines der erfolgreichsten Songwriterteams der 1980er Jahre gewesen. Auf ihr Konto gehen Hits wie Heat of the Moment, Only Time will tell, Sole Survivor, Wildest Dreams, Don't Cry und The Smile has left your Eyes von den höchst erfolgreichen Alben Asia (1982) und Alpha (1983). 1987, zwei Jahre nach dem Ende von Asia, begannen die beiden wieder, gemeinsam Songs zusammen, allerdings ohne ein neues Projekt konkret ins Auge zu fassen.
Noch im selben Jahr kam es dann zu einem Versuch, Asia wiederzubeleben. Downes und Wetton fingen an, mit Sturgis und Gorham alte Asia-Stücke einzuüben. Als aber nur JVC Japan die Band unter Vertrag nehmen wollte, verließ Wetton frustriert die Band. In der kurzen Zeit waren nur wenige neue Stücke entstanden, darunter Summer (can't last too long) und Kari-Anne, die später auf Asia-Alben veröffentlicht wurden, sowie ein Song namens Boys from Diamond City.

## Rain
Downes, Sturgis und Gorham taten sich in der Folge auf Anregung John Kalodners, des A&R-Repräsentanten von Geffen Records mit Phil Spalding, dem ehemaligen Bassisten, und Max Bacon, dem ehemaligen Sänger von GTR zusammen. Sie begannen, Songs für ein Projekt namens Rain zu schreiben. Ebenfalls beteiligt war der Songwriter Johnny Warman und ab Anfang 1988 auch der Sänger und Bassist John Payne, den Downes durch Spalding kennengelernt hatte. Die Musiker nannten ihr neues Projekt nach dem Song Who will stop the Rain?, der als einer der ersten entstanden war.
Während dieser Sessions entstanden neben Who will stop the Rain? und Boys from diamond City mindestens fünf weitere Songs, die sowohl von Bacon, als auch, später, von Payne eingesungen wurden. Selbst John Wetton, mit dem Downes in Kontakt geblieben war, sang auf einigen der Rain-Demos, darunter Someday, das später auf dem Asia-Album Aqua erschien, und Boys from Diamond City.
Das Rain-Projekt sollte zunächst, vermittelt von Kalodner, zu Geffens neuer Supergroup nach Asia werden. Doch die Pläne, die Songs in Form eines Albums zu veröffentlichen, scheiterten. Später erschien dann eine ganze Reihe von Rain-Stücken auf Alben von Asia, Geoff Downes und Max Bacon. Dadurch lässt sich das nie zustande gekommene Rain-Album rekonstruieren.

## Veröffentlichungen von Rain-Songs
- Boys from Diamond City war noch vom vorherigen Asia-Neustartversuch übrig geblieben, und wurde in der von Bacon eingesungenen Version auf seinem Solo-Album The higher you climb (1996) sowie später auf From The Banks Of The River Irwell (2002) veröffentlicht. Eine von John Wetton eingesungene Version existiert, ist aber unveröffentlicht. Eine von John Payne gesungene Version wurde 1996 auf dem Asia-Raritäten-Album Archiva 1 veröffentlicht.
- Who will stop the Rain? wurde in der von Bacon eingesungenen Version auf seinem Solo-Album From The Banks Of The River Irwell veröffentlicht (als Who Can Stop The Rain), eine überarbeitete und von Payne gesungene Version ist auf dem Asia-Album Aqua (1992) erschienen.
- Someday wurde in der von Bacon eingesungenen Version auf seinem Solo-Album From The Banks Of The River Irwell veröffentlicht, eine überarbeitete und von Payne gesungene Version ist auf Aqua erschienen.
- Tears ist erst 1996 auf Archiva 1 in einer von John Payne eingesungenen Version erschienen. Der Song erschien auch als Tears in my Eyes auf Bacons Solo-Album From The Banks Of The River Irwell.
- Moon under (the) Water wurde sowohl von Bacon als auch von Payne eingesungen, es ist zunächst in einer anderen Version auf Downes' Solo-Album Vox Humana (1993) erschienen. Eine Version mit John Payne wurde 1996 auf dem Asia-Raritäten-Album Archiva 2 veröffentlicht. Der Song erschien auch auf Bacons Solo-Album From The Banks Of The River Irwell.
- Satellite Blues wurde sowohl von Warman als auch von Payne eingesungen, es ist zunächst in einer anderen Version auf Downes' Solo-Album Vox Humana erschienen. Eine Version mit John Payne wurde 1996 auf Archiva 2 veröffentlicht.
- The higher you climb wurde sowohl von Bacon als auch von Payne eingesungen. Bacons Version ist dann 1996 auf seinem gleichnamigen Solo-Album erschienen, im gleichen Jahr wurde Paynes Version auf Archiva 2 veröffentlicht. 2002 war der Song auch auf Bacons zweitem Solo-Album From The Banks Of The River Irwell zu hören.
- Take no Prisoners, das von Downes, Spalding und Bacon geschrieben wurde, gehört vermutlich ebenfalls in die Zeit der Rain-Sessions. Es wurde 2002 auf Bacons Solo-Album From The Banks Of The River Irwell veröffentlicht.
- Dusty Road (ursprünglich unter dem Titel Burning Chrome), eine Downes/Bacon-Komposition, entstand ebenfalls im Umfeld der Rain-Sessions. Es wurde im Januar 1988 von John Payne eingesungen und in dieser Version 1996 auf Archiva 1 veröffentlicht.
- Crime of the Heart von Aqua ist ebenfalls eine Downes/Warman-Komposition und könnte daher von den Rain-Sessions stammen.
- Don't call me, auch von Aqua, ist eine weitere Downes/Warman-Komposition und könnte daher von den Rain-Sessions stammen.

Ob weitere, bislang unveröffentlichte Rain-Stücke existieren, ist nicht bekannt.

## Nach dem Ende
Nahezu zeitgleich mit dem Rain-Projekt wandte sich Downes der Idee zu, aus dem Thema seines Buggles-Hits Video Killed the Radio Star ein Musical zu machen, doch auch dieses Projekt scheiterte. Downes arbeitete daraufhin mit dem ehemaligen King-Crimson-Schlagzeuger Michael Giles und dem früheren Asia-Sänger Greg Lake zusammen. Die einjährige Zusammenarbeit der drei Musiker unter dem Projektnamen Ride the Tiger erbrachte acht neue Songs, die allerdings bis heute teilweise unveröffentlicht geblieben sind.
Bacon arbeitete 1989 mit Mike Oldfield an dessen Album Earth Moving, Sturgis und Gorham gründeten die Band 21 Guns.